# Chiesa di San Giovanni Battista (Striano)
La chiesa parrocchiale di San Giovanni Battista (in latino: Paroecia Sancti Johannis Baptistae) è la chiesa madre di Striano nella città metropolitana di Napoli. Sede della chiesa matrice, appartenente alla diocesi di Nocera Inferiore-Sarno, è collocata nella centralissima Piazza IV Novembre e rappresenta il cuore storico e religioso della città.

## Storia

### L'antica chiesa di San Michele Arcangelo
L'istituzione della chiesa di San Giovanni risale al Medioevo. Nella bolla dell'arcivescovo di Salerno Alfano I del 1066 sono riportati i confini della diocesi di Sarno e i comuni che sono sotto la sua giurisdizione tra cui Striano. A quei tempi Striano era paludosa e malsana, un piccolo villaggio abitato da poveri agricoltori e pastori che vivevano in primitive capanne di paglia e fango.
Tra la fine dell'XI e l'inizio del XII secolo viene costruita la chiesa dedicata a San Michele Arcangelo nell'abitato di Striano; in questo periodo la giurisdizione passa ai vescovi di Nola. Nel 1123 sotto i feudatari di Striano i Conti di Caserta Guglielmo Sanseverino e il figlio Roberto, la chiesa viene donata al monastero benedettino dei Santi Severino e Sossio di Napoli da parte del vescovo di Nola Guglielmo.
Da questo periodo ha inizio una vera e propria rinascita sociale e religiosa per questa povera comunità. Il territorio inizia a trasformarsi: le terre paludose vengono risanate, disboscate e arate per renderle coltivabili, scompare anche l'aria malsana. Si presume che tutto questo sia avvenuto grazie alla presenza dei monaci benedettini che si erano stabiliti nel piccolo monastero accanto alla chiesa.
Nel 1223 i feudatari di Striano vengono sospettati di schierarsi a favore di Ottone IV, e sono arrestati da Federico II, così il territorio di Striano ritorna sotto la giurisdizione dei Conti di Sarno.
Nel 1277 il povero villaggio di Striano viene donato al Monastero di Santa Maria di Real Valle dal re Carlo I d'Angiò, da lui edificato nei pressi di Scafati e custodito dai monaci cistercensi.

### La nascita della nuova chiesa di San Giovanni Battista
Agli inizi del Cinquecento la fatiscente chiesa medievale di San Michele Arcangelo, viene demolita e sulle sue rovine ne viene costruita una nuova, dedicata a San Giovanni Battista. Infatti sia il testo di una lapide marmorea, oggi collocata nel transetto destro, che quello di un testamento ci fanno ipotizzare che l'edificazione del tempio sia avvenuta proprio intorno alla metà del XVI secolo.

### La trasformazione della nuova chiesa
Intorno alla metà del XVIII secolo iniziano i lavori per la ricostruzione del campanile crollato durante l'eruzione vulcanica del 1737, a cui viene aggiunto anche un orologio pubblico. Tutti i lavori di ristrutturazione sono resi possibili grazie alle offerte dei cittadini strianesi; i lavori terminano nel 1796, data impressa su di un cippo di pietra lavica posto all'ingresso della chiesa che ancora oggi esiste. Su un altro cippo posto nell'angolo sinistro della facciata della chiesa si può leggere l'anno 1800, probabilmente riferito al termine della ricostruzione della casa canonica.
Nel corso dei secoli XIX e XX vengono effettuati diversi interventi di manutenzione. Il 23 luglio 1867 un tremendo terremoto danneggia il tetto e il campanile, il restauro termina nel 1934.
Durante la seconda guerra mondiale, precisamente il 27 settembre 1943, i Tedeschi in ritirata minano la chiesa e il campanile, causando il crollo della facciata e del campanile: vengono danneggiati l'organo del Settecento composto da circa mille canne in argento e rame, l'antico battistero proveniente dalla chiesa di San Severino Abate e diversi oggetti sacri. I lavori di ricostruzione vengono completati nel 1958, come riportato dall'icona di San Giovanni Battista dipinta su Maioliche di Vietri posta sulla facciata del campanile.

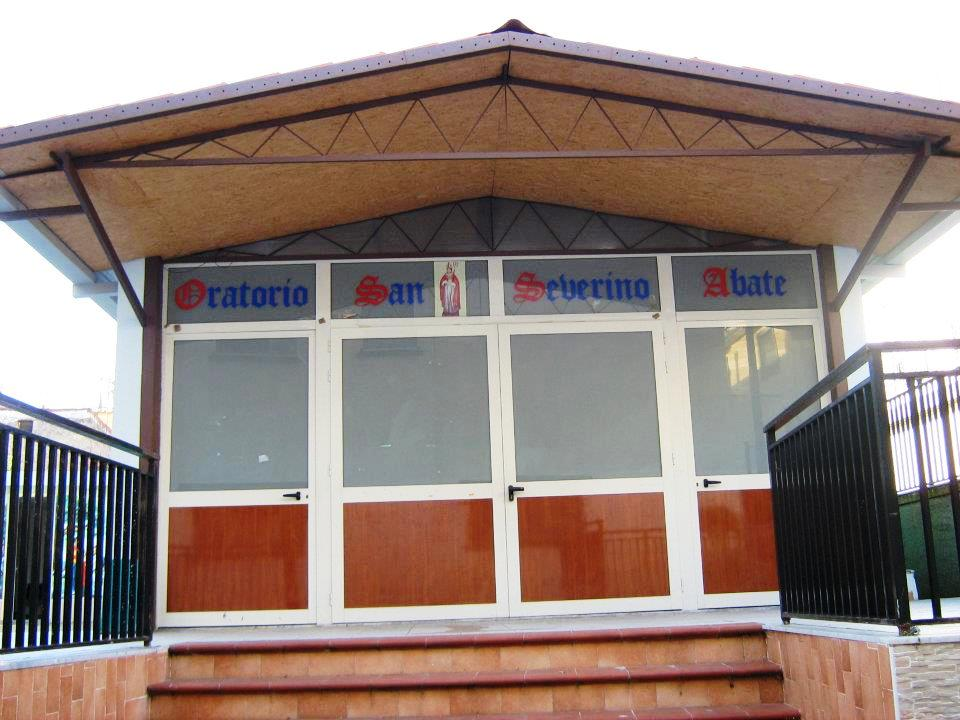
Oratorio di San Severino Abate - ex box

Il sisma del 23 novembre 1980, causa gravi danni alla chiesa, al campanile e alla casa canonica. Le celebrazioni furono officiate in un box di lamiera donato dalla Caritas, collocato nella Villa Comunale di Via Risorgimento. Con l'aiuto dei fondi ai terremotati, da parte dello Stato con legge n. 219 del maggio 1981, iniziano i lavori di restauro della chiesa da parte della Soprintendenza per i Beni Architettonici ed Artistici di Napoli che durano dodici anni. Durante il restauro la Soprintendenza smantella le travi di legno e le tegole del tetto del XVIII secolo rovinando una parte estetica della chiesa. Grazie allo zelo e all'interessamento di don Michele Fusco, vengono ultimati i lavori di restauro alla chiesa il 19 marzo 1993, rendendone possibile la domenica delle Palme del 4 aprile la riapertura solenne alla presenza del vescovo di Sarno  Gioacchino Illiano.
Il 18 dicembre 1996 improvvisamente crolla una parte della vetusta e fatiscente casa canonica, il giorno seguente, per una questione di sicurezza don Michele Fusco decide di abbatterla.
Nell'anno seguente, il campanile subi una ristrutturazione, fortemente voluta dal parroco Don Michele Fusco, che portò alla collocazione della croce sopra la guglia, rimossa nel 1979. Il 29 aprile 1999 iniziano ufficialmente i lavori di ricostruzione della casa canonica.
Nell'anno 2000 il parroco don Michele Fusco, in occasione del Grande Giubileo decide di acquistare l'organo a canne, che viene inaugurato e benedetto l'11 giugno 2000, solennità di Pentecoste, alla presenza del maestro Vincenzo De Gregorio, direttore del Conservatorio di San Pietro a Majella di Napoli e organista titolare del Duomo di Napoli.
Nel 2006 la Basilica di San Sossio di Frattamaggiore dona alla parrocchia una reliquia del santo patrono San Severino abate. Nello stesso anno iniziano i lavori di riqualificazione dell'ipogeo e di realizzazione dell'Oratorio Parrocchiale. Sempre nel 2006 viene restaurata la Sagrestia, riportando alla luce i pregiati affreschi. Nel 2008 vengono completati i lavori di trasformazione del box di lamiera (spostato dalla Villa Comunale al Giardino Parrocchiale) in oratorio parrocchiale, inaugurato alla presenza del vescovo diocesano mons.Gioacchino Illiano.
Nel 2009, in previsione dell'anno giubilare Severiniano, avutosi nella ricorrenza del sedicesimo Centenario della nascita di San Severino abate, la parrocchia ha subito un'ulteriore ristrutturazione fortemente voluta da don Michele Fusco. Durante i lavori è stata posizionata anche la zoccolatura in marmo.

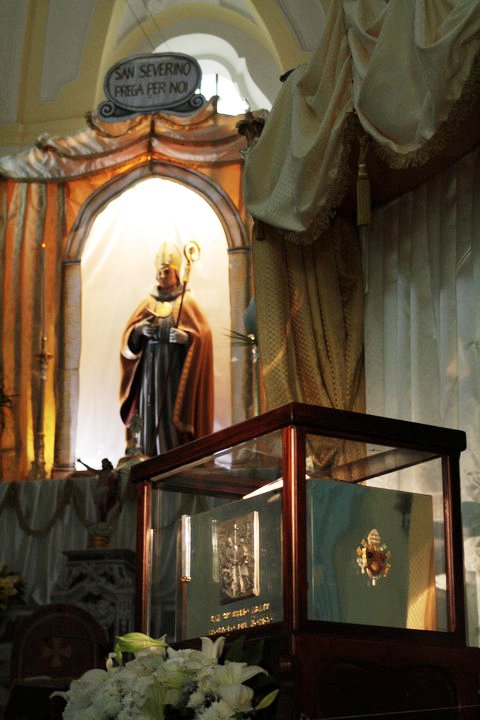
Peregrinatio del Corpo di San Severino Abate del 18 aprile 2010

Il 17 e 18 aprile 2010 la chiesa ha ospitato l'urna contenente il corpo di San Severino abate, proveniente in peregrinatio da Frattamaggiore, un evento di grazia unico per la città di Striano.
Nel 2011 viene ripristinato il tetto smantellato nel 1992 di nuova fattura, con travi d'acciaio e tegole in cotto. Inoltre vengono posizionati dei pannelli fotovoltaici che producono circa la metà del fabbisogno energetico della parrocchia. Tali pannelli vengono installati anche sul tetto dell'allora costruenda casa canonica.
L'8 gennaio 2013, solennità di san Severino, apostolo del Norico e patrono di Striano, viene inaugurata, dopo dieci anni, la nuova casa canonica e i locali parrocchiali annessi. La nuova struttura ha seguito la stessa linea architettonica della precedente e l'intero edificio è costituito da quattro piani: il seminterrato, il primo piano con l'Auditorium, il secondo con le stanze destinate ad attività associative e il terzo con l'abitazione del parroco. Ciò è stato possibile grazie al contributo della C.E.I., dell'Amministrazione Comunale e del popolo strianese. Alla cerimonia di inaugurazione hanno partecipato il vescovo di Nocera Inferiore-Sarno Giuseppe Giudice e il vescovo emerito Gioacchino Illiano.

## Architettura e arte
La chiesa di San Giovanni Battista presenta una pianta a croce latina con un'unica navata. Lungo la navata si aprono tre cappelle a sinistra e tre a destra, coperte da volte a botte. In queste cappelle vi sono altrettante nicchie con i santi, scandite ritmicamente da paraste scanalate e dentate sul altri piedritti e sormontate da capitelli ionici che si ergono lungo tutto il perimetro interno della chiesa. Al di sopra di un'alta cornice si erge la copertura, realizzata con volte a botte estradossate e lunettate in direzione delle finestre rettangolari della navata centrale e di quelle trilobate del transetto. Al centro del transetto si innalza la cupola, a sezione emisferica, ben illuminata da finestre poste sulla parte inferiore della cupola e nella lanterna.

### Le opere d'arte

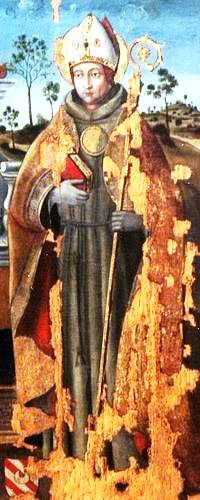
San Severino Abate - particolare della pala del Crivelli

- San Severino Abate - particolare della pala del CrivelliMadonna col Bambino tra i Santi Severino Abate e Sossio Levita e Martire (Protasio Crivelli, 1506 - Olio su tavola), dono del barone Luigi di Casalnuovo.
- San Luigi Gonzaga (F. Morelli, 1767 — Olio su tela)
- San Filippo Neri (F. Morelli, 1767 — Olio su tela)
- Madonna del Carmine tra i santi Giovanni Battista e Severino Abate (Andrea Scalera, 1768 — Olio su tela)
- Volta della Sacrestia (Ambito napoletano, XVIII secolo - Dipinti murali a secco su intonaco)
- Adorazione dei Pastori (Ambito napoletano, XIX secolo – Olio su tela)
- Madonna delle Grazie o delle fontanelle (Nicola Desiderio, 1838 - Olio su tela).
- Madonna di Costantinopoli (Ambito meridionale, XV secolo – Scultura lignea, con tracce di policromia originaria)
- Madonna del Rosario (Ambito meridionale, XVII secolo – Scultura lignea, policroma)
- Sant'Antonio di Padova (Ambito napoletano, 1684 - Scultura lignea, policroma)
- Santa Rosa da Lima (Ambito napoletano, XVIII secolo - Scultura lignea, policroma)
- Gesù Risorto (Ambito napoletano, XVIII secolo – Scultura lignea, policroma)
- Angeli dell'Altare (Ambito napoletano, XVIII secolo - Sculture lignee, policrome)
- Immacolata Concezione (Ambito napoletano, 1738 - Scultura lignea, policroma)
- Madonna del Carmelo (Ambito napoletano, XIX secolo - Scultura lignea, policroma)
- Crocifisso in terracotta (Ambito napoletano, fine XIX secolo - Terracotta e cartapesta, policroma)
- Crocifisso ligneo (Autore ignoto, 1946 - Scultura lignea, policroma)
- San Severino Abate (Ambito napoletano, metà XX secolo - Scultura in cartapesta, policroma)Madonna di Costantinopoli (Ambito meridionale, XV secolo – Scultura lignea, con tracce di policromia originaria)

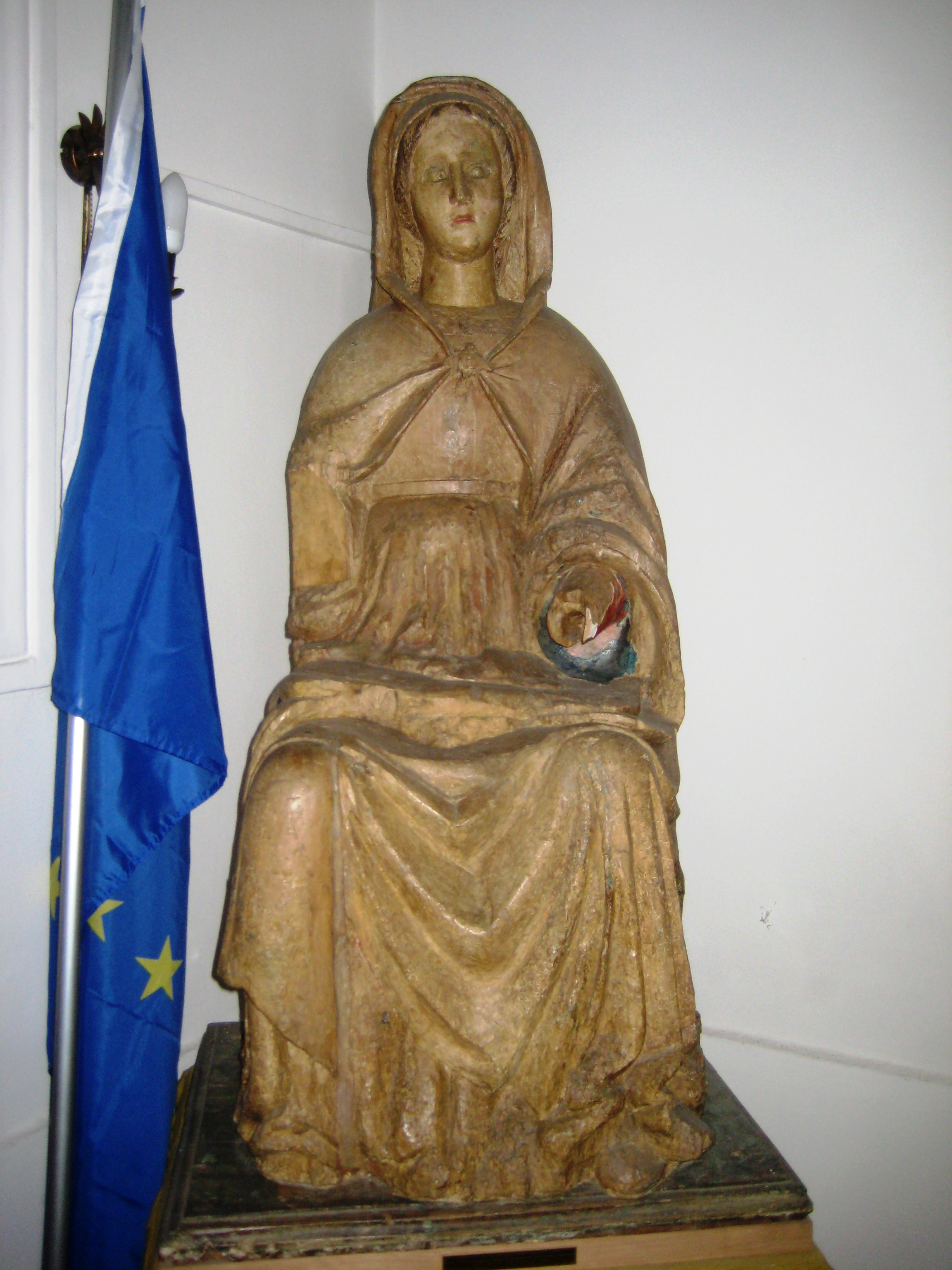
Madonna di Costantinopoli (Ambito meridionale, XV secolo – Scultura lignea, con tracce di policromia originaria)

- San Giovanni Battista (Autore ignoto, 1946 - Scultura lignea, policroma)
- Sacro Cuore (Autore ignoto, 1947 - Scultura lignea, policroma)
- Statuine Presepiali (Ambito napoletano, XIX secolo - Manufatti in terracotta, policromi)
- Madonna Addolorata (Autore ignoto, 1946 - Scultura in gesso, policroma)
- Croce Astile (Ambito meridionale, XV secolo - Argento parzialmente dorato con lamine a sbalzo e cesello)
- Ostensorio (Ambito napoletano, 1672 - Argento con Fusione, sbalzo e cesello)
- Aureole (Ambito napoletano, XVII secolo - Argento con Fusione, sbalzo e cesello)
- Turibolo (Ambito napoletano, 1768 - Argento inciso, con lamine a sbalzo e fusione)
- Corona (Ambito napoletano, 1768 - Argento cesellato, con lamine a sbalzo e fusione)
- Lapide Commemorativa (Ambito napoletano, 1556 - Incisione su lastra di marmo bianco)
- Altare Maggiore (Ambito napoletano, XVIII secolo - Marmo policromo con intagli)
- Balaustra dell'altare maggiore (Ambito napoletano, XVIII secolo - Marmo policromo con intagli);

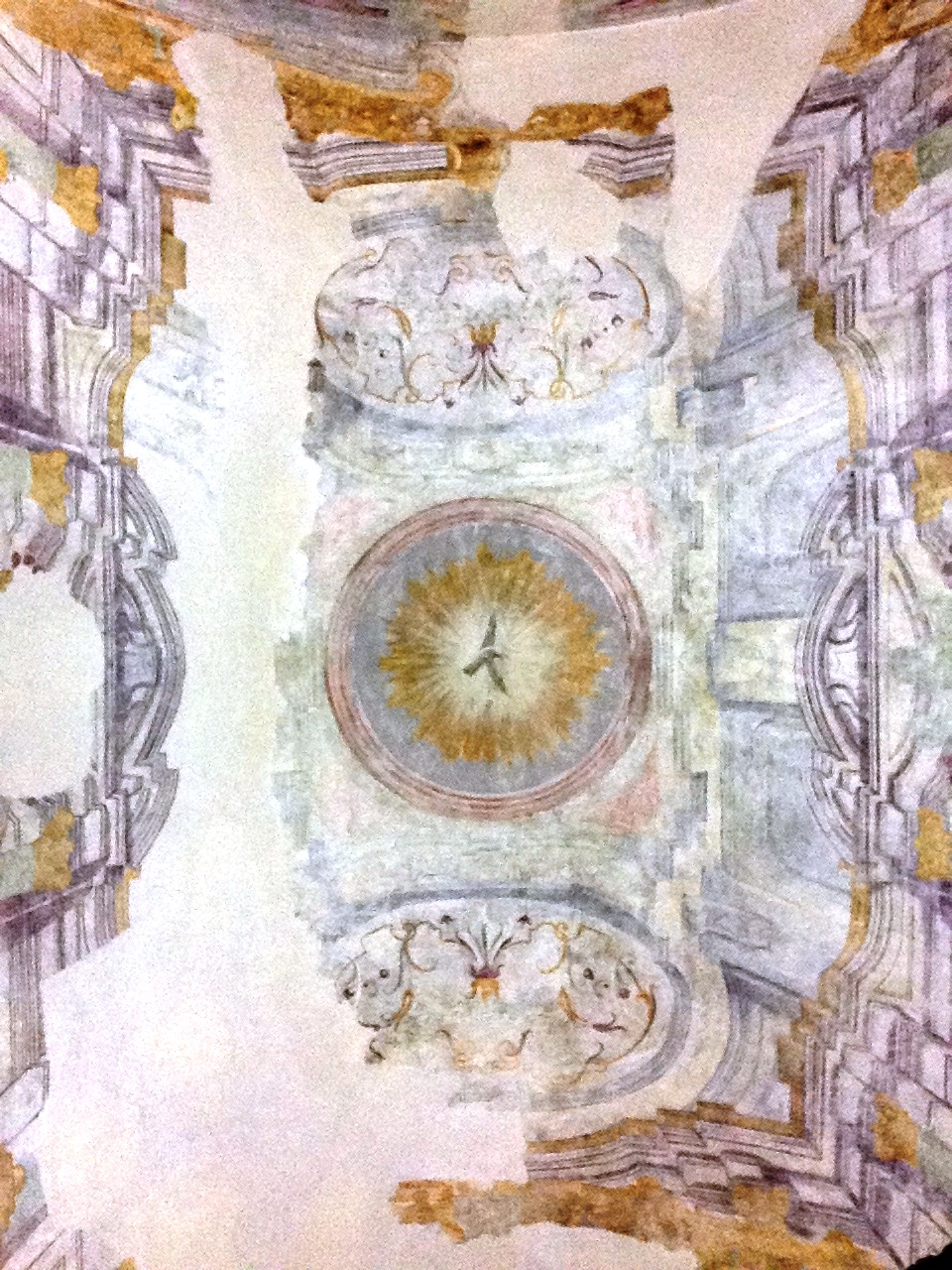
Volta settecentesca della Sagrestia

- Volta settecentesca della SagrestiaMaioliche (Benincasa Ricciardi, Avallone Napoli, XVIII secolo - Pavimento in ceramica, policromo)
- Altari Laterali (Ambito napoletano, XVIII secolo - Marmo policromo con intagli)
- Lapide, pietra sepolcrale e stemma di Pasquale Graziano (Ambito Meridionale, 1578-Incisione e bassorilievo su lastra di marmo bianco)
- Sacrestia Lignea (Ambito napoletano, XVIII secolo - Intagli lignei in radica di noce)
- Pulpito (Angelo Carbone, 1770 - Intagli lignei in radica di noce)
- Paramenti Sacri (Manifattura napoletana, XVIII secolo - Seta bianca ricamata a mano con fili dorati e variopinti).

### L'organo a canne
Sulla cantoria, posta nella parte sovrastante il portale d'ingresso maggiore, all'interno di una cassa armonica in rovere, è situato l'organo a canne, costruito dalla ditta Cav. Francesco Zanin di Gustavo Zanin nel 1983. Lo strumento, a trasmissione meccanica, si presenta con due tastiere di 56 note ciascuna ed una pedaliera concavo-radiale di 30. L'organo, formato da 639 canne, viene benedetto e inaugurato nel giorno di Pentecoste, l'11 giugno 2000, in occasione del Grande Giubileo, alla presenza del maestro Vincenzo De Gregorio, direttore del Conservatorio di San Pietro a Majella di Napoli e organista titolare del Duomo di Napoli.

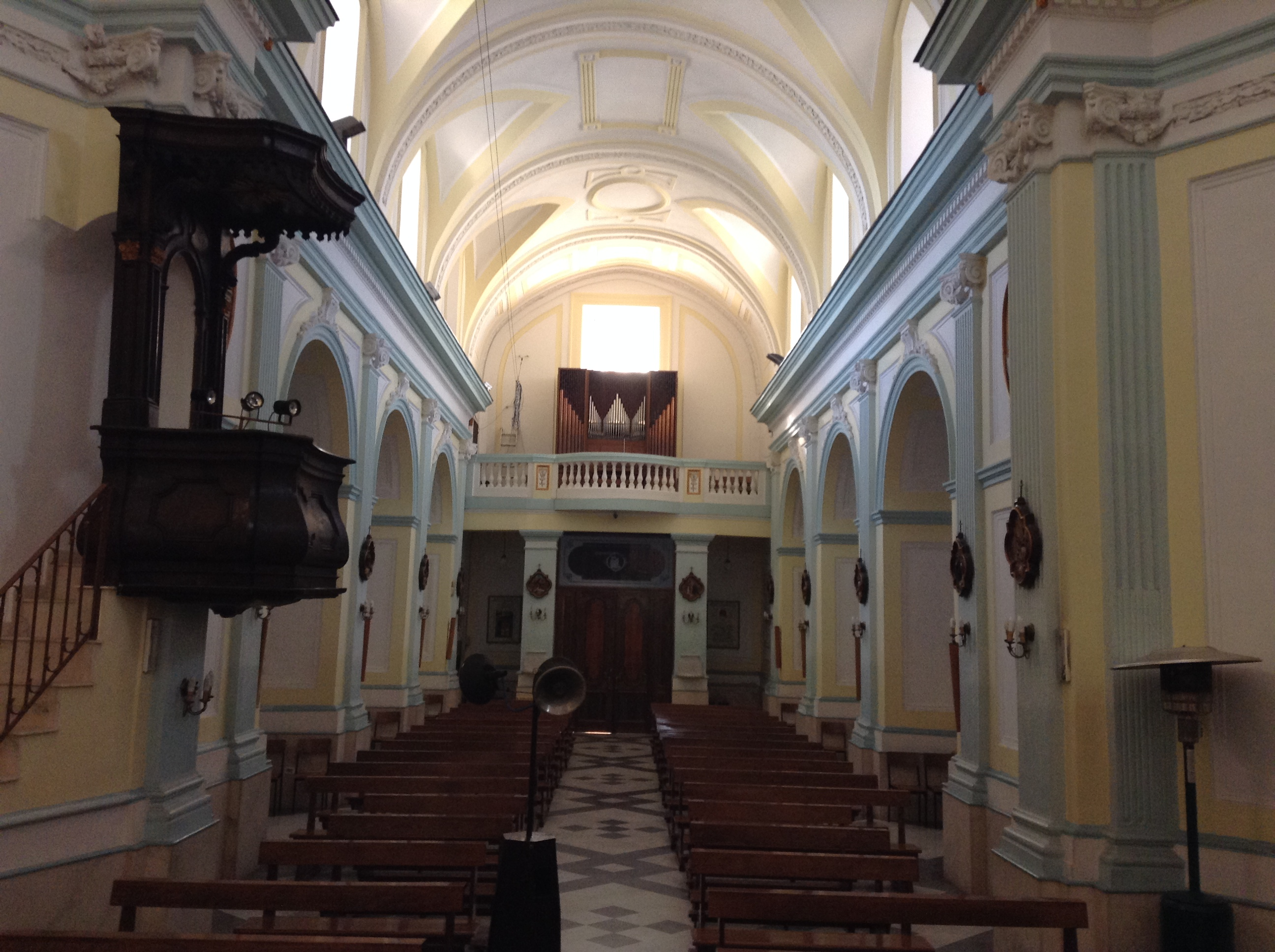
Interno della Chiesa Matrice. Sullo sfondo l'organo a canne.

.

### Il concerto di campane e il campanile

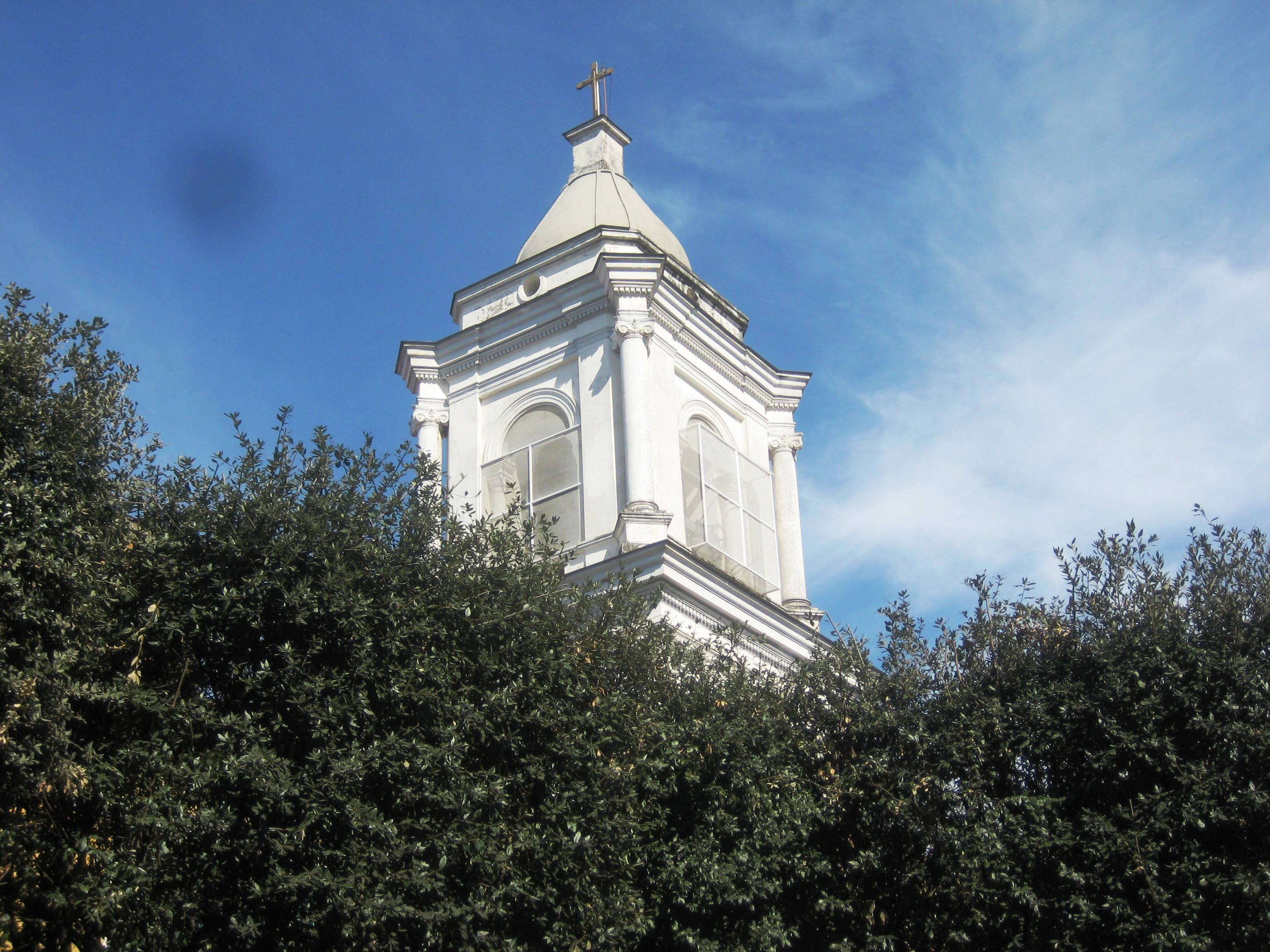
Campanile da Piazza IV Novembre

Il campanile prima di cadere sotto i bombardamenti dell'ultimo conflitto mondiale era formato da quattro ordini in seguito fu ricostruito nelle forme e dimensioni attuali, secondo tre ordini scanditi da cornicioni orizzontali, con l'ultimo piano leggermente arretrato rispetto al filo della muratura, scandito da quattro colonne su cui si erge una cupola alla cui sommità poggia una croce caduta nel 1978 e ripristinata nel 1997.
Il 31 luglio 1988, viene benedetto dal vescovo diocesano Gioacchino Illiano il nuovo concerto di campane, costituito dalle due campane preesistenti, una risalente alla data di ristrutturazione della chiesa del 1739 e l'altra risalente alla data di ricostruzione del campanile del 1958 dopo gli eventi bellici, e da dodici nuove campane, di nuova fattura.
Il sisma del 23 novembre 1980 arreca danni sia alla chiesa che al campanile; la chiesa ha beneficiato dei lavori di restauro terminati nel 1993, mentre il campanile ha presentato i danni del sisma sino al 1997, anno in cui iniziarono i lavori di restauro. Durante i lavori si pensò di restituire alla chiesa il suo simbolo, la croce. La nuova croce fu donata alla chiesa dal cavaliere Biagio Pellegrino e realizzata della sua azienda l'Osla Sud, grazie anche all'intervento di diverse maestranze. La croce fu fissata su una base tronco-piramidale e ricoperta da corpi illuminanti negli spazi laterali accrescendo il suo carattere simbolico.

## Principali celebrazioni
- 8 gennaio: Memoria liturgica di San Severino Abate (Santo Patrono);
- Lunedì in Albis: Santa Messa presso la Chiesetta della Beata Vergine Maria de' Sette Pianti;
- Martedì in Albis: Santa Messa presso la Cappellina della Madonna di Costantinopoli
- 13 giugno: Memoria di Sant'Antonio di Padova;
- 24 giugno: Festa della Natività di San Giovanni Battista (titolare);
- 23 settembre: Memoria liturgica di San Pio da Pietrelcina
- 27-28-29 settembre: Festa Patronale di San Severino Abate
- 16 ottobre: Memoria di San Gerardo Majella;